# Campionati del mondo di atletica leggera 2017 - Lancio del disco femminile
La gara del lancio del disco femminile si è svolta tra il'11 e il 13 agosto 2017.
Durante la finale, l'atleta australiana Dani Stevens ha fatto registrare il nuovo record oceaniano della specialità, portandolo a 69,64 m.

## Podio
| Pos     | Atleta               | Nazionalità | Misura  |
| ------- | -------------------- | ----------- | ------- |
| Oro     | Sandra Perković      | Croazia     | 70,31 m |
| Argento | Dani Stevens         | Australia   | 69,64 m |
| Bronzo  | Mélina Robert-Michon | Francia     | 66,21 m |

## Situazione pre-gara

### Record
Prima di questa competizione, il record del mondo e il record dei campionati erano i seguenti.
| Record                | Prestazione | Atleta                        | Data                                       | Competizione  |
| --------------------- | ----------- | ----------------------------- | ------------------------------------------ | ------------- |
| Record mondiale       | 76,80 m     | Gabriele Reinsch Germania Est | 7 luglio 1988 Neubrandenburg, Germania Est |               |
| Record dei campionati | 71,62 m     | Martina Hellmann Germania Est | 31 agosto 1987 Roma, Italia                | Mondiali 1987 |

### Campioni in carica
I campioni in carica, a livello mondiale e olimpico, erano:
| Campione | Atleta                  | Prestazione | Data                                    | Competizione                |
| -------- | ----------------------- | ----------- | --------------------------------------- | --------------------------- |
| Olimpico | Sandra Perković Croazia | 69,21 m     | 16 agosto 2016 Rio de Janeiro (Brasile) | Giochi della XXXI Olimpiade |
| Mondiale | Denia Caballero Cuba    | 69,28 m     | 22 agosto 2015 Pechino (Cina)           | Mondiali 2015               |

### La stagione
Prima di questa gara, gli atleti con le migliori tre prestazioni dell'anno erano:
| Pos. | Atleta                  | Prestazione | Data                                         |
| ---- | ----------------------- | ----------- | -------------------------------------------- |
| 1    | Sandra Perković Croazia | 71,41 m     | 18 luglio 2017 Bellinzona, Svizzera          |
| 2    | Yaime Pérez Cuba        | 69,19 m     | 07 luglio 2017 Sotteville-lès-Rouen, Francia |
| 3    | Denia Caballero Cuba    | 67,04 m     | 30 luglio 2017 Leiria, Portogallo            |

## Risultati

### Qualificazioni
Le qualifiche si sono tenute l'11 agosto dalle ore 10:10.

Qualificazione: le atlete che raggiungono la misura di 62,50 m (Q) o le migliori 12 misure (q) avanzano alla finale.
| Pos | Gruppo | Atleta                   | Nazionalità | 1ª prova | 2ª prova | 3ª prova | Risultato | Note |
| --- | ------ | ------------------------ | ----------- | -------- | -------- | -------- | --------- | ---- |
| 1   | A      | Sandra Perković          | Croazia     | x        | 69,67 m  |          | 69,67 m   | Q    |
| 2   | B      | Yaime Pérez              | Cuba        | 65,58 m  |          |          | 65,58 m   | Q    |
| 3   | B      | Dani Stevens             | Australia   | 65,56 m  |          |          | 65,56 m   | Q    |
| 4   | B      | Mélina Robert-Michon     | Francia     | 63,97 m  |          |          | 63,97 m   | Q,   |
| 5   | A      | Denia Caballero          | Cuba        | 58,77 m  | x        | 63,79 m  | 63,79 m   | Q    |
| 6   | B      | Nadine Müller            | Germania    | 60,31 m  | 62,47 m  | 63,35 m  | 63,35 m   | Q    |
| 7   | B      | Su Xinyue                | Cina        | 60,83 m  | 61,35 m  | 63,00 m  | 63,00 m   | Q    |
| 8   | A      | Andressa de Morais       | Brasile     | 60,61 m  | 62,80 m  |          | 62,80 m   | Q    |
| 9   | B      | Chen Yang                | Cina        | x        | 62,71 m  |          | 62,71 m   | Q    |
| 10  | A      | Feng Bin                 | Cina        | 62,48 m  | x        | 61,95 m  | 62,48 m   | q    |
| 11  | A      | Julia Harting            | Germania    | 61,34 m  | 61,70 m  | 59,41 m  | 61,70 m   | q    |
| 12  | B      | Zinaida Sendriūtė        | Lituania    | 61,48 m  | x        | 57,57 m  | 61,48 m   | q,   |
| 13  | B      | Whitney Ashley           | Stati Uniti | x        | 60,94 m  | 59,22 m  | 60,94 m   |      |
| 14  | A      | Anna Rüh                 | Germania    | 60,78 m  | 60,66 m  | x        | 60,78 m   |      |
| 15  | B      | Shadae Lawrence          | Giamaica    | x        | 59,25 m  | x        | 59,25 m   |      |
| 16  | B      | Fernanda Martins         | Brasile     | 58,51 m  | x        | x        | 58,51 m   |      |
| 17  | A      | Gia Lewis-Smallwood      | Stati Uniti | x        | 58,15 m  | 58,13 m  | 58,15 m   |      |
| 18  | A      | Jade Lally               | Regno Unito | x        | x        | 57,71 m  | 57,71 m   |      |
| 19  | B      | Dragana Tomašević        | Serbia      | 56,14 m  | 57,78 m  | 57,28 m  | 57,78 m   |      |
| 20  | A      | Sabina Asenjo            | Spagna      | 57,00 m  | x        | x        | 57,00 m   |      |
| 21  | B      | Irina Rodrigues          | Portogallo  | 54,94 m  | 55,87 m  | 56,98    | 56,98 m   |      |
| 22  | A      | Hrisoula Anagnostopoulou | Grecia      | 56,91 m  | 56,08 m  | 55,26 m  | 56,91 m   |      |
| 23  | A      | Kellion Knibb            | Giamaica    | x        | x        | 56,73 m  | 56,73 m   |      |
| 24  | A      | Anita Márton             | Ungheria    | 55,96 m  | 54,91 m  | x        | 55,96 m   |      |
| 25  | A      | Natalija Fokina-Semenova | Ucraina     | x        | x        | 55,83 m  | 55,83 m   |      |
| 26  | B      | Subenrat Insaeng         | Thailandia  | 53,74 m  | x        | 55,16 m  | 55,16 m   |      |
| 27  | A      | Taryn Gollshewsky        | Australia   | 54,29 m  | x        | 53,69 m  | 54,29 m   |      |
| 28  | B      | Valarie Allman           | Stati Uniti | 53,85 m  | x        | x        | 53,85 m   |      |
| 29  | B      | Karen Gallardo           | Cile        | 52,36 m  | x        | 52,81 m  | 52,81 m   |      |
| 30  | A      | Tara-Sue Barnett         | Giamaica    | x        | x        | x        | nm        |      |

### Finale
La finale si è tenuta il 13 agosto alle ore 20:25.
| Pos | Atleta               | Nazionalità | 1ª prova | 2ª prova | 3ª prova | 4ª prova | 5ª prova | 6ª prova | Risultato | Note                                     |
| --- | -------------------- | ----------- | -------- | -------- | -------- | -------- | -------- | -------- | --------- | ---------------------------------------- |
|     | Sandra Perković      | Croazia     | 69,30 m  | 70,31 m  | 70,28 m  | 69,81 m  | x        | x        | 70,31 m   |                                          |
|     | Dani Stevens         | Australia   | 64,23 m  | 65,46 m  | x        | 66,82 m  | 66,59 m  | 69,64 m  | 69,64 m   | Record oceaniano                         |
|     | Mélina Robert-Michon | Francia     | 65,49 m  | 62,54 m  | x        | 61,88 m  | 65,39 m  | 66,21 m  | 66,21 m   | Miglior prestazione personale stagionale |
| 4   | Yaime Pérez          | Cuba        | 62,54 m  | x        | x        | 64,82 m  | 63,43 m  | 64,60 m  | 64,82 m   |                                          |
| 5   | Denia Caballero      | Cuba        | 63,22 m  | 62,88 m  | x        | 62,18 m  | 64,37 m  | x        | 64,37 m   |                                          |
| 6   | Nadine Müller        | Germania    | 64,13 m  | x        | 62,49 m  | x        | 63,71 m  | x        | 64,13 m   |                                          |
| 7   | Su Xinyue            | Cina        | x        | 60,59 m  | 63,37 m  | x        | 61,12 m  | 62,05 m  | 63,37 m   |                                          |
| 8   | Feng Bin             | Cina        | 61,56 m  | 60,81 m  | x        | x        | 51,95 m  | x        | 61,56 m   |                                          |
| 9   | Julia Harting        | Germania    | 61,34 m  | x        | x        |          |          |          | 61,34 m   |                                          |
| 10  | Chen Yang            | Cina        | 58,19 m  | x        | 61,28 m  |          |          |          | 61,28 m   |                                          |
| 11  | Andressa de Morais   | Brasile     | 60,00 m  | x        | x        |          |          |          | 60,00 m   |                                          |
|     | Zinaida Sendriūtė    | Lituania    | x        | x        | x        |          |          |          | nm        |                                          |